# Уонгануи (река)
Уонгануи (англ. Whanganui англ. Wanganui, англ. [ˈhwɒŋənuːi], маори [ɸaŋanui]) — река в Новой Зеландии. Исток находится на северных склонах горы Тонгариро. Уонгануи — третья по протяжённости река страны, её длина составляет 290 км.
Уонгануи протекает по Северному острову с севера на юго-восток: от северных склонов горы Тонгариро близ озера Ротоаира на северо-запад по кочковатым равнинам одноимённого национального парка, у города Таумарунуи резко поворачивает на юго-запад, а затем — на юго-восток, и впадает в Тасманово море в городе Уонгануи. К реке идут две туристические тропы: 35-километровая Мангапуруа и 42-километровая Математеаонга; также возможен сплав на каноэ.
Маори использовали реку для навигации на каноэ, на её берегах расположено несколько важных мараэ. Европейские миссионеры добирались по Уонгануи до удалённых племён с 1840-х годов. Иви Уонгануи много десятков лет судилось с новозеландским правительством по поводу юридической принадлежности ложа реки. В 2012 году река получила процессуальную правоспособность и соответствующие юридические права; ей было назначено два опекуна (один от государства, а второй от иви). Кроме того, река частично протекает по территории парка, носящего её имя.